# Winter-Paralympics 2022/Teilnehmer (Finnland)
| stlisierte Goldmedaille | stlisierte Silbermedaille | stlisierte Bronzemedaille |
| ----------------------- | ------------------------- | ------------------------- |
| 2                       | 2                         | -                         |

Finnland nahm an den Winter-Paralympics 2022 in Peking vom 4. bis 13. März 2022 teil.